# Coupe de France 1951/52
Der Wettbewerb um die Coupe de France in der Saison 1951/52 war die 35. Ausspielung des französischen Fußballpokals für Männermannschaften. In diesem Jahr meldeten 1.024 Vereine.
Titelverteidiger war der Racing Club Strasbourg, der in diesem Jahr im Achtelfinale ausschied. Gewinner der Trophäe wurde Olympique Gymnaste Club Nice. Dies war Nizzas erster Pokalsieg bei seiner ersten Finalteilnahme. Da die Elf von der Côte d’Azur in dieser Saison zudem den Meistertitel aus dem Vorjahr verteidigen konnte, gewann sie zusätzlich den Doublé – als erst viertes Team im französischen Fußball.
Für Nizzas Kontrahenten Girondins Bordeaux war es die dritte Endspielteilnahme und dabei nach 1943 die zweite Niederlage.
Diese Saison war eine erfolgreiche für unterklassige Mannschaften: im Achtelfinale standen noch sieben Teams, die nicht der Eliteliga angehörten. Darunter waren mit AS Monaco, Stade Français Paris, US Valenciennes und FC Rouen – der bis ins Halbfinale vorstieß – vier Zweitdivisionäre; dazu kamen drei Amateurklubs, von denen Olympique Saint-Quentin sogar nur in der viertklassigen Division d’Honneur beheimatet war.
Nach den von den regionalen Untergliederungen des Landesverbands FFF organisierten Qualifikationsrunden griffen ab der Runde der letzten 64 Mannschaften auch die 18 Erstligisten in den Wettbewerb ein. Die Paarungen wurden für jede Runde frei ausgelost. Sämtliche Partien fanden auf neutralem Platz statt; die Einnahmen wurden geteilt. Endete eine Begegnung nach Verlängerung unentschieden, wurden solange Wiederholungsspiele ausgetragen, bis ein Sieger feststand. Besonders häufig traf dies die Girondins Bordeaux: vom Sechzehntel- bis zum Halbfinale bestritten sie sieben anstelle der üblichen vier Partien und standen dabei insgesamt dreizehn (statt sechs) Stunden auf dem Rasen.

## Zweiunddreißigstelfinale
Spiele am 13., Wiederholungsmatches am 20. Januar 1952. Die Vereine der beiden professionellen Ligen sind mit D1 bzw. D2 bezeichnet, diejenigen der landesweiten Amateurspielklasse mit CFA, Angehörige der höchsten regionalen Amateurliga mit DH („Division d’Honneur“).
| - RC Strasbourg D1 – RC Lens D1 3:1 - Olympique Marseille D1 – FC Toulouse D2 2:0 - Olympique Saint-Quentin DH – FC Nantes D2 2:1 - AS Saint-Étienne D1 – Rapid Menton DH 4:3 n. V. - FC Rouen D2 – Stade Pontivy DH 2:1 - CO Roubaix-Tourcoing D1 – FC Nancy D1 4:2 - CO Roche-la-Molière CFA – Roanne CFA 2:1 - Stade Rennes UC D1 – FC Sète D1 2:1 n. V. - Stade Reims D1 – USA Limoges DH 7:0 - US Quevilly CFA – Sporting Toulon D2 4:1 - Stade Français Paris D2 – AC Bolbec DH 4:2 - Racing Paris D1 – SC La Bastidienne Bordeaux DH 2:0 - Olympique Nîmes D1 – AS Béziers D2 2:1 - OGC Nizza D1 – SA Épinal CFA 5:0 - CA Montreuil CFA – FC Tours DH 3:0 - US Valenciennes D2 – CA Paris D2 3:1 n. V. | - AS Cannes D2 – FC Mulhouse CFA 3:3 n. V., 1:0 - AC Amiens D2 – FC Scionzier CFA 4:0 - SCO Angers D2 – US Auchel DH 3:2 n. V. - FC Annecy CFA – US Saint-Malo CFA 3:2 - JA Armentières CFA – CA Le Puy DH 5:2 - CS Avion DH – Chamois Niort CFA 4:0 - SO Montpellier D2 – FC Metz D1 2:1 - Girondins Bordeaux D1 – FC Grenoble D2 3:1 - AS Monaco D2 – ES Pure-Messempré DH 4:0 - AS Cherbourg DH – US Saint-Gaudens CFA 0:0 n. V., 3:2 - ESCN La Ciotat DH – Dechy Sports DH 3:2 - Le Havre AC D1 – UA Sedan-Torcy CFA 2:1 n. V. - OSC Lille D1 – US Le Mans D2 5:1 - Olympique Lyon D1 – RCFC Besançon D2 2:0 - FC Sochaux D1 – Olympique Alès D2 7:0 - Carabiniers Billy-Montigny DH – SO Merlebach CFA 4:2 |

## Sechzehntelfinale
Spiele am 3., Wiederholungsmatches am 7. Februar 1952
| - RC Strasbourg D1 – Olympique Lyon D1 1:1 n. V., 6:1 - Olympique Marseille D1 – CS Avion DH 3:1 - Olympique Saint-Quentin DH – JA Armentières CFA 4:2 - FC Rouen D2 – Le Havre AC D1 3:2 n. V. - CO Roche-la-Molière CFA – AS Cannes D2 4:1 - Stade Rennes UC D1 – SCO Angers D2 4:1 - US Quevilly CFA – FC Annecy CFA 3:2 - Stade Français Paris D2 – Stade Reims D1 2:2 n. V., 3:1 | - Racing Paris D1 – AC Amiens D2 5:1 - Olympique Nîmes D1 – Carabiniers Billy-Montigny DH 4:1 - OGC Nizza D1 – ESCN La Ciotat DH 6:0 - US Valenciennes D2 – CA Montreuil CFA 3:1 - Girondins Bordeaux D1 – AS Saint-Étienne D1 3:3 n. V., 2:1 - AS Monaco D2 – AS Cherbourg DH 2:0 - OSC Lille D1 – CO Roubaix-Tourcoing D1 2:1 - FC Sochaux D1 – SO Montpellier D2 3:0 |

## Achtelfinale
Spiele am 24. Februar, Wiederholungsmatch am 6. März 1952
| - FC Rouen D2 – US Quevilly CFA 3:1 - Stade Rennes UC D1 – RC Strasbourg D1 2:1 n. V. - OGC Nizza D1 – Olympique Nîmes D1 2:0 - US Valenciennes D2 – Olympique Saint-Quentin DH 3:0 | - Girondins Bordeaux D1 – Stade Français Paris D2 1:1 n. V., 3:2 n. V. - AS Monaco D2 – Racing Paris D1 1:0 - OSC Lille D1 – Olympique Marseille D1 2:1 - FC Sochaux D1 – CO Roche-la-Molière CFA 5:0 |

## Viertelfinale
Spiele am 16., Wiederholungsmatch am 20. März 1952
| - FC Rouen D2 – FC Sochaux D1 2:1 - OGC Nizza D1 – US Valenciennes D2 3:0 | - Girondins Bordeaux D1 – Stade Rennes UC D1 2:2 n. V., 4:2 - OSC Lille D1 – AS Monaco D2 4:0 |

## Halbfinale
Spiele am 6. April 1952
| - OGC Nizza D1 – FC Rouen D2 3:1 | - Girondins Bordeaux D1 – OSC Lille D1 2:1 n. V. |

## Finale
Spiel am 4. Mai 1952 im Stade Olympique Yves-du-Manoir in Colombes vor 61.485 Zuschauern
- OGC Nizza – Girondins Bordeaux 5:3 (3:2)

### Mannschaftsaufstellungen
Auswechslungen waren damals nicht möglich.
OGC Nizza: Marcel Domingo – Ahmed Firoud, Guy Poitevin, César Héctor González – Antoine Bonifaci, Jean Belver  – Victor Nurenberg, Luis Carniglia, Jean Courteaux, Georges Césari, Abdelaziz Ben Tifour
Trainer : Numa Andoire
Girondins Bordeaux: Christian Villenave – Guy Meynieu, Manuel Garriga, Jean Swiatek  – René Gallice, Joop de Kubber – René Persillon, André Doye, Henri Baillot, Édouard Kargulewicz, Lambertus de Harder
Trainer : André Gérard
Schiedsrichter: Jacques Devillers (Paris)

### Tore
1:0 Nurenberg (10.)

1:1 Baillot (11.)

2:1 Carniglia (12.)

3:1 Belver (32.)

3:2 Kargulewicz (40.)

3:3 Baillot (55.)

4:3 Ben Tifour (61.)

5:3 Césari (65.)

### Besondere Vorkommnisse
Das Endspiel begeisterte die Zeitgenossen – nicht nur, weil es das bis dahin torreichste der Pokalgeschichte war (zuvor: sieben Treffer 1949), sondern auch aufgrund des für weit über eine Stunde absolut offenen Spielverlaufes. Beide Mannschaften – im Abschlussklassement dieser Saison Meister und Vizemeister – traten bedingungslos offensiv auf und gaben den Torhütern vielfach Gelegenheit, sich auszuzeichnen; L’Équipe verzeichnete anderntags 27 Torschüsse von Bordeaux und 20 von Nizza. Dabei hatte Nizzas Trainer Andoire überraschenderweise mit Pär Bengtsson und Mannschaftskapitän Désiré Carré zwei Stammspieler auf der Bank gelassen und durch Nurenberg bzw. Carniglia ersetzt; schon nach gut 10 Minuten erwies sich, dass dies keine schlechte Entscheidung war. Staatspräsident Vincent Auriol schwärmte bei der Pokalübergabe: „Dieses Match erinnert mich an einen Wiener Walzer“.